# 廖林
廖林（1966年2月—），广西合浦人，中华人民共和国银行家。

## 生平
1989年毕业于广西农学院农业经济专业。1989年7月，廖林加入中国建设银行。1993年至1995年在广西大学研究生院攻读金融管理专业硕士。2003年11月，任中国建设银行广西壮族自治区分行副行长。2009年，获西南交通大学管理科学与工程专业管理学博士学位。2011年3月，任中国建设银行宁夏回族自治区分行行长。2013年9月，任建设银行湖北省分行行长。2015年，担任建设银行北京市分行行长，分管北京市分行风险管理部，并担任北京市分行风险管理与内控委员会主任。2017年3月，任中国建设银行首席风险官。2018年9月至2019年11月，任中国建设银行副行长。2019年11月，任中国工商银行副行长。2021年1月28日，就任该行党委副书记、行长。2024年2月任中国工商银行董事长。